# Tlaltizapán
Tlaltizapán egy település Mexikó Morelos államának középső részén, lakossága 2010-ben meghaladta a 10 000 főt.

## Földrajz
Tlaltizapán Morelos állam középső részén, az állam fővárosától, Cuernavacától délre helyezkedik el a Déli-Sierra Madre hegyei között. A település területén nincsenek nagy szintkülönbségek, legnagyobb része körülbelül 950–970 méteres tengerszint feletti magasságban terül el, csak északi részére nyúlik be egy hegy nyúlványa. Nyugaton a Dulce, délen a Yautepec nevű vízfolyás határolja, melyek a város mellett folynak össze. Az évi középhőmérséklet 22–24 °C, az átlagos csapadékmennyiség 800–1000 mm.

## Népesség
A település népessége a közelmúltban folyamatosan növekedett:
| Év   | Lakosság |
| ---- | -------- |
| 1990 | 8835     |
| 1995 | 9491     |
| 2000 | 9687     |
| 2005 | 9893     |
| 2010 | 10 563   |

## Története
A település neve a navatl nyelvből ered: a tlal(tli), a tiza(tl) és a pan szavak jelentése sorban föld, fehér por és rajta valamin, így a Tlaltizapán összetétel jelentése Fehér földön/talajon. Ez az elnevezés onnan származik, hogy a település első házait egy világos színű talajú dombra építették. Ez a világos domb szerepel a helység címerében is.
A spanyol hódítók megérkezése után ez a terület Hernán Cortés tulajdonában állt, az Oaxaca-völgyi őrgrófsághoz tartozott. 1549-ben 12 alkalmazottal egy lótelep létesült itt, amit Pablo de Paz igazgatott. Az önálló Tlaltizapán község 1869-ben jött létre egyidőben Morelos állammal.
1910-ben, a forradalom kitörésekor több helyi lakos is csatlakozott Emiliano Zapatához, aki 1914-ben itt rendezte be a zapatisták főhadiszállását. 1916. június 2-án Venustiano Carranza kormányerői foglalták el a főhadiszálllást. 1917-ben itt végezték ki a zapatista bíróság által a mozgalom elárulásáért halálra ítélt Otilio Montañót.
1983. május 9-én az állam kongresszusa az egykori kormányzó, Carlos Pacheco tiszteletére a település elnevezését Tlaltizapán de Pachecóra változtatta, ma azonban már nem ez a hivatalos neve.

## Turizmus, látnivalók, kultúra
A közeli Ticumánban található Emiliano Zapata főhadiszállásának emlékmúzeuma. Tlaltizapán legfontosabb rendezvénye az évente hamvazószerda előtt tartott, 5 napos fesztivál, ahol többek között előadják a brinco del chinelo nevű táncot és fesztiválkirálynőt is választanak. A számos vallási emléknap mellett április 10-én megemlékeznek Zapata halálának évfordulójáról is. A településen található a Las Brisas nevű fürdő és a La Arboleda nevű vendéglő is.